# Zygmunt Walewski
Zygmunt Walewski herbu Kolumna – kasztelan rozpierski, dziedzic na Ruśćcu.